# ATTO (транспортная карта)
ATTO — пополняемая дебетовая платежная карта, предназначенная для оплаты проезда в общественном транспорте Ташкента и в других городах Узбекистана, запущенная в 2020 году.

## Общие характеристики
Карта ATTO представляет собой бесконтактную пластиковую карту, выполненную с технологией NFC. Карту можно заблокировать в случае её утери, если она была привязана к номеру телефона, после этого будет доступен перевод денег с заблокированной карты на новую. Также доступны виртуальные карты, создаваемые в приложении ATTO.
Срок действия карты — 3 года, виртуальной — бессрочно.
Карты ATTO можно приобрести в почтовых отделениях UzPost и в кассах Ташкентского метрополитена.
Компания ATTO первой на территории СНГ внедрила функционал оплаты услуги проезда в общественном транспорте через мобильное приложение транспортного оператора, используя протокол NFC. Также внедрен вариант оплаты через QR-код, с помощью лица (FacePay) и ладони (PalmPay).

### Количество выданных карт
На конец 2020 года количество реализованных транспортных карт ATTO превысило 180 тысяч. За 10 месяцев 2021 года количество реализованных карт составило 415 тысяч. На начало 2025 года реализовано 1,7 миллионов карт.

## Типы карт
Выпускаются четыре различных типа карт ATTO, выполненных в разных цветовых оттенках:
- Единые (синие карты)
- Школьные (зелёные карты)
- Студенческие (жёлтые карты)
- Социальные (красные карты)

## Тарифы
Льготные карты продаются уже с заранее загруженными 30-дневными тарифами. Единые карты без тарифа можно приобрести за 15,000 сум. В этом случае 5,000 сум из стоимости покупки будут переведены на счет карты.
Полная стоимость тарифных планов на транспортной карте определяется путем умножения количества поездок с учётом ограниченных тарифов, скидок и льгот на общественный транспорт. Доступны тарифы на 1, 5, 7, 10, 15, 20, 30, 90, 180 и 365 дней.
Счет единых транспортных карт можно пополнять с помощью мобильных приложений, а также через личный кабинет на сайте ATTO. Также в более чем в 2000 автоматизированных терминалах самообслуживания (инфокиосках) есть функционал пополнения транспортных карт, как за наличные узбекские сумы, так и за безналичные денежные средства.
| Тип          | Необходимые документы                                                                   |
| ------------ | --------------------------------------------------------------------------------------- |
| Единые       | —                                                                                       |
| Школьные     | - копия паспорта родителей; - копия свидетельства о рождении или копия паспорта ученика |
| Студенческие | - копия паспорта; - удостоверение, выданное учебным заведением                          |
| Социальные   | - копия паспорта; - пенсионное удостоверение или удостоверение об инвалидности.         |

## История

### 2019 год
- В соответствии с Постановлением Кабинета Министров Республики Узбекистан от 25 ноября 2019 года «О внедрении автоматизированной системы оплаты за проезд перевозки пассажиров транспортом общего пользования»[6] начато внедрение автоматизированной платежной системы на общественном транспорте города Ташкента.

### 2020 год
- 3 января — в продаже появились транспортные карты ATTO. Стоимость Единых платежных карт составила 11,000 сумов. На балансе каждой карты имелись средства за разовый проезд[7].
- 1 июля — начало рекламной акции ATTO, в рамках которой Единая транспортная карта предоставлялась пассажирам бесплатно за счет оператора по цене 5,000 сум. Вся сумма поступает на счет карты[8].
- 1 декабря — после завершения акции, стоимость Единой карты составила 15,000 сум, из неё 5,000 сум поступает на баланс счета[9].

### 2021 год
- 1 января — стали доступными льготные транспортные карты ATTO — социальные, студенческие и ученические[4][10].
- 15 июля — оплата картами ATTO стала доступна в маршрутках Ташкента[11]. Запущена оплата картами ATTO транспорта в Гулистане[12].
- 1 августа — начало акции ATTO, в рамках которой при оплате картой пассажиры в Ташкенте платят 1300 сумов вместо установленных тарифом 1400 сумов[13].
- С сентября 2021 года введены в эксплуатацию 15 картоматов, через которые можно приобрести карту и пополнить или проверить её баланс. Запущен функционал пополнения баланса карты без интернета, через USSD-запрос[2].
- 20 октября — совместно с Click и MyUzcard запущена оплата с помощью QR-кодов в автобусах[2].
- В ноябре на станции метро Буюк Ипак Йули начато тестирование оплаты с помощью технологии FacePay.[2]

### 2022 год
- август — стало доступно создание виртуальной транспортной карты в приложении ATTO[14].
- октябрь — запущен кикшеринг в Ташкенте[источник не указан 153 дня].

### 2023 год
- март — запущена оплата в метро через NFC с iPhone в приложении ATTO[15].

### 2025 год
- февраль — ATTO и Uzum Bank подписали соглашение о расширении стратегического партнёрства для развития электронных платежей в общественном транспорте Узбекистана[16].
- апрель — в приложении ATTO появилась возможность покупать билеты онлайн на междугородние пассажирские автобусы[17].